# Перезагрузка (альбом Димы Билана)
«Перезагрузка» — десятый студийный альбом российского певца Димы Билана, выпущенный 27 апреля 2020 года на лейбле Archer Music. В альбом вошли 16 композиций, в числе которых хиты «Молния», «Про белые розы», «Полуночное такси», «Химия», а также дуэт с певицей Polina «Пьяная любовь».

## Вокалист об альбоме
Готовы услышать мою историю? Я писал этот альбом три года, и в нём вы услышите все, через что я прошёл за это время! Начиная от глубоких душевных потрясений и поисков себя, заканчивая невероятным желанием жить, искренне любить и путешествовать во всех плоскостях и вселенных, всё то, благодаря чему произошла моя полная перезагрузка! Честная история, которой я так хочу поделиться с вами! Из первых уст!Дима Билан

## Список композиций
| №                   | Название                         | Автор(ы)                                             | Длительность |
| ------------------- | -------------------------------- | ---------------------------------------------------- | ------------ |
| 1.                  | «Океан»                          | Антон Шаплин                                         | 4:34         |
| 2.                  | «Там за рекою лес»               | Екатерина Ковская                                    | 4:26         |
| 3.                  | «Весна»                          | музыка - Дима Билан, слова - Лара Д'Элиа, Дима Билан | 5:42         |
| 4.                  | «Химия»                          | Ирина Дубцова                                        | 3:20         |
| 5.                  | «Полуночное такси»               | Артем Пивоваров                                      | 4:43         |
| 6.                  | «Космос»                         | Екатерина Ковская                                    | 3:51         |
| 7.                  | «Про белые розы»                 | Анна Бастон                                          | 3:37         |
| 8.                  | «Сон мой»                        | Александр Каменский                                  | 3:45         |
| 9.                  | «Не давай нам вернуться назад»   | Сергей Сироткин                                      | 3:06         |
| 10.                 | «Неоновая ночь»                  | Артем Пивоваров                                      | 4:12         |
| 11.                 | «Молния»                         | Денис Ковальский                                     | 2:59         |
| 12.                 | «Пьяная любовь» (при уч. Polina) | Полина Гудиева                                       | 3:35         |
| 13.                 | «Лови мои мечты»                 | Денис Ковальский                                     | 3:38         |
| 14.                 | «Навечно»                        | музыка - Юрий Полег, слова - Вячеслав Лунгу          | 3:55         |
| 15.                 | «Взрослые люди»                  | музыка - Олег Жолтиков, слова - Тамара Дорошенко     | 3:58         |
| 16.                 | «Я тебя отвоюю»                  | музыка - Игорь Крутой, слова - Марина Цветаева       | 5:21         |
| Общая длительность: | Общая длительность:              | Общая длительность:                                  | 1:04:52      |

## Видеоклипы
| Песня              | Режиссёр         | Дата           | Ист.  |
| ------------------ | ---------------- | -------------- | ----- |
| «Пьяная любовь»    | Даша Чаруша      | 3 августа 2018 | [ 3 ] |
| «Молния»           | Георгий Климов   | 28 ноября 2018 | [ 4 ] |
| «Океан»            | —                | 4 февраля 2019 | [ 5 ] |
| «Про белые розы»   | Вера Смолина     | 10 июля 2019   | [ 6 ] |
| «Полуночное такси» | Тимофей Климов   | 12 ноября 2019 | [ 7 ] |
| «Химия»            | Элиза Мартиросян | 3 июля 2020    | [ 8 ] |

## Критика
Данила Головкин из InterMedia в своей рецензии отмечает, что в этом альбоме «Дима Билан не законсервировался в своих успехах прошлых лет и попытался найти для себя что-то новое, а за это можно многое простить. Хитов мы услышали тоже много, притом что именно в последние три года опытным игрокам стало чрезвычайно сложно завоевывать внимание аудитории». Так же он считает, что бо́льшая часть альбомных композиций — это пресные работы и были добавлены для количества.